# 埃里克·巴克曼
埃里克·巴克曼（瑞典語：Eric Backman，1896年5月18日—1965年6月29日），瑞典男子田径运动员。他曾代表瑞典参加1920年夏季奥林匹克运动会田径比赛，共获得一枚银牌和三枚铜牌。